# Kölner Kommunistenprozess
Der Kölner Kommunistenprozess von 1852 richtete sich gegen die Mitglieder der Kölner Sektion des Bundes der Kommunisten. Er war Bestandteil der Bekämpfung der politischen Opposition mit den Mitteln der Justiz auf dem Höhepunkt der Reaktionszeit.

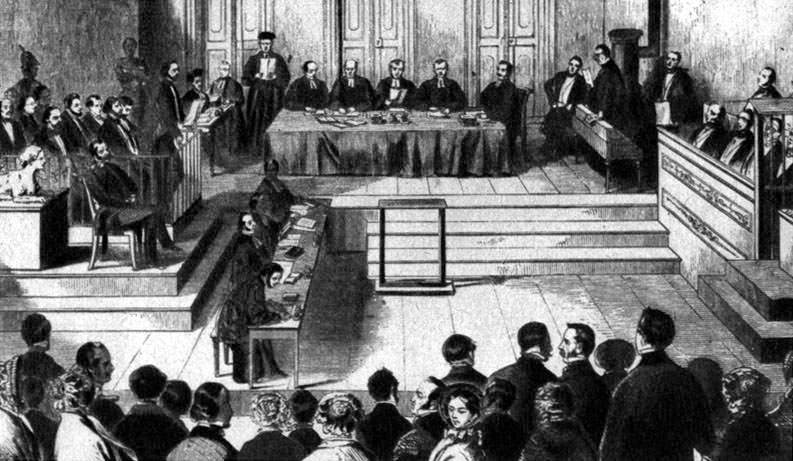
Kölner Kommunistenprozess von 1852. Links die elf Angeklagten mit ihren Verteidigern, in der Mitte das Gericht mit Assisenpräsident Göbel, dem Landgerichts – Kammerpräsidenten Oedenkoven und Dr. Kehrmann, dem Oberprokurator Dr. von Seckendorff (stehend?), dem Staatsprokurator Saedt und rechts die sieben Geschworenen. Holzschnitt nach einer Federzeichnung von J.H.M. (Leipziger Illustrirte Zeitung Nr. 19, 20. November 1852, S. 32).

Enthüllungen über den Kommunisten-Prozess in Köln. Ausgabe von 1885

## Vorgeschichte und Hintergründe
In zahlreichen Prozessen haben die Behörden der Einzelstaaten des Deutschen Bundes versucht, die Opposition auch mit Hilfe von ordentlichen Gerichtsverfahren auszuschalten. König Friedrich Wilhelm IV. von Preußen selbst gab im Fall des Bundes der Kommunisten das Ziel in einem Schreiben an Ministerpräsident Otto Theodor von Manteuffel vor: Aufgabe müsse es sein, mit allen Mitteln „das Gewebe der Befreiungsverschwörung“ auszuspionieren. Dem „preußischen Publikum“ solle das „ersehnte Schauspiel eines aufgedeckten und (vor allem) bestraften Komplotts“ gegeben werden.
Dieser Aufgabe kamen der Ministerpräsident und die Polizeibehörden nach. Sie hofften, damit auch ihren Ansehensverlust nach der spektakulären Flucht des demokratisch gesinnten Universitätsprofessors Gottfried Kinkel aus dem Spandauer Zuchthaus wettmachen zu können. Dabei war es in erster Linie nicht Ziel, die kleinen verstreuten Anhängergruppen zu zerschlagen, vielmehr setzten die Behörden auf einen entscheidenden Schlag gegen die Spitze der „Umsturzpartei“. Im Mai 1851 ergab sich dazu die Gelegenheit, nachdem in Leipzig durch Zufall der Schneider Peter Nothjung wegen fehlender Papiere auf dem Leipziger Bahnhof während der Leipziger Messe verhaftet wurde. Er hatte ein Legitimationsschreiben, diverse Adressen und Abschriften von „Ansprachen“ des Kommunistenbundes bei sich, die den Behörden für Haussuchungen und Verhaftungen dienten.
Durch die Zusammenarbeit der Polizeibehörden der Bundesstaaten gelangten die Berichte an die preußischen Behörden, die daraufhin begannen, auch in London gegen die Emigranten aus Deutschland zu ermitteln, um so einen belastbaren Straftatbestand für den geplanten Hochverratsprozess gegen Nothjung zu finden (Preußische Geheimpolizei). Der mit dem Fall betraute führende Polizeibeamte Wilhelm Stieber meldete Ende Mai 1851 aus Köln, dass er eine „große Verschwörung entdeckt“ habe. Er trug mit Hilfe von Agenten und Spitzeln zum Teil gefälschtes Beweismaterial zusammen, das außer im kommenden Kölner Prozess auch in einem öffentlichen Schwurgerichtsprozess in Paris im Jahr 1852 sowie 1853 in Berlin, Mainz und Bremen Verwendung fand.
Im Kölner Prozess war der Hauptanklagepunkt die Mitgliedschaft im Bund der Kommunisten selbst, den die Regierung als eine „im Verborgenen wirkende, alles unterwühlende Partei“ bezeichnete, die als Triebfeder für die revolutionären Ereignisse 1848 in Köln verantwortlich gemacht werden sollte. Tatsächlich hatte sich der Bund während der Revolution von 1848 aber zeitweise aufgelöst, auch wenn seine Mitglieder als Einzelpersonen eine teilweise nicht unwichtige Rolle gespielt hatten. Nach der Revolution wurde versucht, den Bund von London aus zu reorganisieren. Politische Meinungsunterschiede verursachten aber bereits am 15. September 1850 die Spaltung in zwei Fraktionen: Die eine führten Karl Marx und Friedrich Engels, die andere Karl Schapper und August Willich.
In Köln hatte sich bereits im Frühjahr 1849 eine Sektion des Kommunistenbundes gebildet, der nach der Spaltung des Bundes die Funktion des „leitenden Kreises“ von der „Partei Marx“ übertragen wurde. Auch wenn die Kölner versuchten, für ihre Sache zu werben, blieb der Spielraum für eine (geheime) politische Betätigung gering, und die Bemühungen erreichten nicht die erhoffte Breitenwirkung. Der Bund war politisch bereits gescheitert, als die Polizei im Mai 1851 begann, die Mitglieder nach und nach zu verhaften.

## Prozessverlauf
Die Eröffnung des Prozesses zog sich allerdings fast zwei Jahre hin, da die zuständigen Juristen am Kölner Geschworenengericht keine tragfähigen Beweise in den Unterlagen der Polizei feststellen konnten. Teilweise wohl auf Druck des Staates begann der Prozess schließlich im Oktober 1852. Dieser war für die Regierung dennoch weiter ein Risiko, da in der Rheinprovinz mit dem auf dem Code civil basierenden rheinischen Recht eine Rechtsgrundlage galt, die sich von der in den übrigen Teilen Preußens deutlich unterschied. So urteilten nicht beamtete Richter hinter verschlossenen Türen, sondern es galt das Prinzip der Öffentlichkeit sowie die Beteiligung von Geschworenen. Allerdings hatten einige dieser Prinzipien während und nach der Revolution von 1848 auch in das Prozessrecht in den übrigen Teilen der Monarchie Eingang gefunden.
Zu den Angeklagten gehörte der spätere Dortmunder und Kölner Oberbürgermeister Hermann Becker, der bei allen Differenzen mit Marx im Kommunistenbund ein Instrument sah, um politisch für eine Republik einzutreten. Angeklagt waren daneben die Ärzte Roland Daniels, Abraham Jacobi und Johann Jacob Klein, der Chemiker Carl Wunibald Otto und der Bankangestellte Albert Erhard, die sich zwar zu ihrer radikal demokratischen Haltung bekannten, eine Mitgliedschaft im Bund allerdings bestritten. Dagegen hatten Nothjung, der Publizist Heinrich Bürgers, der Kommis Wilhelm Joseph Reiff und der Zigarrenmacher Peter Gerhard Roeser die Mitgliedschaft eingeräumt. Außerdem angeklagt waren der Schneider Friedrich Lessner und der Dichter Ferdinand Freiligrath, der sich der Verhaftung aber durch Flucht nach London entziehen konnte.
Alle Angeklagten wurden beschuldigt „im Laufe der Jahre 1848, 1849, 1850 und 1851 zu Köln ein Komplott gestiftet zu haben, dessen Zweck war, die Staatsverfassung umzustürzen und die Bürger und Einwohner gegen die königliche Gewalt und gegeneinander zur Erregung eines Bürgerkrieges zu bewaffnen. Verbrechen gegen Art. 87, 89 und 91 des Rheinischen und § 61 Nr. 2 und § 63 des Strafgesetzbuches für die preußischen Staaten.“
Der Prozess fand anfangs unter großer Anteilnahme der Öffentlichkeit statt, und es kam sogar zu Demonstrationen für die Angeklagten. Obwohl für ihn anfänglich nur vierzehn Tage angesetzt waren, dauerten die Verhandlungen auch wegen der Vernehmung zahlreicher Zeugen schließlich mehr als sechs Wochen. Karl Marx wurde durch die stenographischen Berichte in der Kölnischen Zeitung über den Stand etwa mit einer zweitägigen Verzögerung informiert und hat von London aus versucht, die Fälschung der vorgelegten Beweise nachzuweisen. Auch den Angeklagten selbst gelang es weitgehend, die Anklagepunkte zu widerlegen, und nach einiger Zeit verlor die Öffentlichkeit am schleppenden Fortgang das Interesse. Dies änderte sich, als Polizeirat Stieber am 23. Oktober das angeblich originale Protokollbuch der „Partei Marx“ vorlegte, dessen Inhalt vor allem den Angeklagten Becker schwer belastete. Aber auch dieser Beweis war gefälscht, dafür ließ Willich in London den Fälscher von der englischen Polizei sogar verhaften. Dessen Aussage wurde nach Köln gesandt, erreichte die Empfänger, die ebenfalls verhaftet worden waren, allerdings nicht. Offenbar war die Fragwürdigkeit des Beweises auch für die Staatsanwaltschaft zu groß, um ihn weiter zu verwenden.
Der Prozess endete am 12. November 1852 mit der Entscheidung der Geschworenen:
- Freispruch für Jacobi, Klein, Erhard und Daniels;
- Festungshaft für Röser, Nothjung sowie Bürgers von sechs Jahren; für Reiff, Otto und Becker von fünf Jahren und für Lessner von drei Jahren sowie Aberkennung der bürgerlichen Ehrenrechte für fünf Jahre und Übernahme aller Prozesskosten durch die Verurteilten. Für Roeser, Nothjung und Bürgers sollte auch eine lebenslange Polizeiaufsicht nach Verbüßung der Haft gelten.

Die Urteilsverkündung fand unter starkem Militärschutz statt, dennoch kam es zu einigen Tumulten.

## Reaktionen und Folgen
Die Anhänger der politischen Opposition reagierten angesichts der offenkundig falschen Beweise kritisch. Nicht verwunderlich ist, dass für Karl Marx die Angelegenheit ein reiner Tendenzprozess war. Aber kaum anders urteilte Karl August Varnhagen von Ense:

„Niederschlagende Nachricht aus Köln! […] Ein schändliches, ganz ungerechtes Urtheil! Die Regierung hat abscheulich alles dazu vorbereitet, anderthalbjährige Untersuchungshaft gebraucht, die Geschworenen ernannt, Schelmenstück veranlaßt etc. – Und ein solcher – wie Stieber geht frei umher, darf sich brüsten Belohnung zu fordern, während die besten Männer im Kerker schmachten! […] Alle Rechtskundigen hier und im Rheinland waren überzeugt, die Angeklagten könnten nach den jetzt geltenden Gesetzen nicht verurtheilt werden.“

Allerdings gelang es nicht, die Schuld der Angeklagten an einer konkreten Verschwörung zu beweisen. Dafür gab es keinerlei Beweise. Die Verurteilung erfolgte lediglich wegen des Tatbestands der Teilnahme an einem „Komplott“. Dazu war kein Nachweis einer konkreten Umsturzplanung erforderlich, er eignete sich aber dennoch zur Verurteilung politischer Gegner.
Aber auch die Regierung war mit dem Ausgang des Prozesses nicht zufrieden. Eine mittelbare Folge war, dass die nach 1848 in der gesamten preußischen Monarchie eingerichteten Schwurgerichte die Zuständigkeit für Pressevergehen und politische Verfahren verloren. Dafür wurde eigens der Staatsgerichtshof am Berliner Kammergericht eingerichtet.
Die beiden Staatsprokuratoren August Heinrich von Seckendorff und Otto Saedt wurden unmittelbar nach dem Ende des Prozesses vom König Friedrich Wilhelm IV. persönlich mit dem roten Adlerorden „dritter Klasse mit Schleife“ bzw. „vierter Klasse“ ausgezeichnet.

## Ausgaben
- Karl Marx: Enthüllungen über den Kommunistenprozess zu Köln. Buchdruckerei Chr. Küsel, Basel 1853
- Karl Marx: Enthüllungen über den Kommunistenprozess zu Köln. In: Neu-England-Zeitung. Boston 5. März bis 23. April 1853
- Karl Marx: Enthüllungen über den Kommunistenprozess zu Köln. Boston 1853 Online
- Karl Marx: Enthüllungen über den Kommunistenprozess zu Köln. Neuer Abdruck. Genossenschaftsdruckerei, Leipzig 1875
- Karl Marx: Enthüllungen über den Kommunistenprozess zu Köln. Neuer Abdruck mit einer Einleitung von Friedrich Engels. Volksbuchhandlung, Zürich 1885
- Marx-Engels-Werke. Bd. 8, S. 405–470 Onlineversion
- Marx-Engels-Gesamtausgabe I. Abteilung, Bd. 10, S. 358–361 und 974–1022.